# (8728) Mimatsu
(8728) Mimatsu est un astéroïde de la ceinture principale.

## Description
(8728) Mimatsu est un astéroïde de la ceinture principale. Il fut découvert le 7 novembre 1996 à Kitami par Kin Endate et Kazuro Watanabe. Il présente une orbite caractérisée par un demi-grand axe de 2,37 UA, une excentricité de 0,22 et une inclinaison de 3,0° par rapport à l'écliptique.

## Compléments